# 8073 Джонгармон
8073 Джонгармон (8073 Johnharmon) — астероїд головного поясу, відкритий 24 січня 1982 року.
Тіссеранів параметр щодо Юпітера — 3,365.